# Donja Lisina
Donja Lisina (cyr. Доња Лисина) – wieś w Serbii, w okręgu pczyńskim, w gminie Bosilegrad. W 2011 roku liczyła 195 mieszkańców.